# 庾仲容
庾仲容（475年—548年），字仲容，潁川焉陵人，南北朝南梁官員與文學家。是東晉司空庾冰的六代孫，劉宋御史中丞庾徽之之孫，南齊邵陵王蕭子貞的記室庾漪之子。

## 生平
庾仲容年幼失去父母，由叔父庾泳養育，長大後的庾仲容不和人交往，專注學習，日夜不停讀書。最初他任職安西法曹行參軍，其時庾泳位居顯要，吏部尚書徐勉打算讓庾泳的兒子庾晏嬰當宮僚，庾泳說：「我的侄子自小失去雙親，才能還說得過去，希望可以由他充任將給庾晏嬰的官職。」徐勉准許了，因此他轉職太子舍人，遷官安成王蕭秀的主簿；當時平原人劉孝標也是安成王府佐，二人皆因為勤勉學習得到禮遇。庾仲容改任晉安功曹史，歷任永康、錢唐、武康縣令，治績並不卓越，多次被彈劾。很快除授安成王中記室，一同外任，皇太子蕭統因舊有交情特別設下餞行宴，賜詩：「孫生陟陽道，吳子朝歌縣。未若樊林舉，置酒臨華殿。」同輩都感到光榮。之後他又任官安西將軍武陵王蕭紀的諮議參軍、尚書左丞，因糾察不力牽連免官。
庾仲容博學有盛名，常常喝酒後放縱任性，說正直的言論，因此被士友看輕，只有王籍、謝幾卿和他感情很好，他們和其他人不合，於是結伴同行，放縱喝酒，不理會操守。過了很久，他再次擔任諮議參軍，外任黟縣縣令，在太清之亂時遊覽會稽，因病去世，虛歲七十四。

## 著作
他抄下諸子書三十卷，不同的地理書二十卷，《列女傳》三卷，文集二十卷，在當時流傳。

## 引用
1. 1 2  《梁書·卷五十·列傳第四十四》：仲容字仲容，潁川焉陵人也。晉司空冰六代孫。祖徽之，宋御史中丞。父漪，齊邵陵王記室。仲容幼孤，爲叔父泳所養。旣長，杜絕人事，專精篤學，晝夜手不輟卷。
2. 1 2  《南史·卷三十五·列傳第二十五》：庾悅字仲豫，潁川鄢陵人也……登之字元龍，悅族弟也……登之弟仲文。……仲文從弟徽之位御史中丞。徽之子漪，齊邵陵王記室。漪子仲容。仲容字子仲，幼孤，為叔父泳所養。及長，杜絕人事，專精篤學，晝夜手不輟卷。
3. ↑  《梁書·卷五十·列傳第四十四》：初爲安西法曹行參軍。泳時已貴顯，吏部尚書徐勉擬泳子晏嬰爲宮僚，泳垂泣曰：「兄子幼孤，人才粗可，願以晏嬰所忝回用之。」勉許焉，因轉仲容爲太子舍人。遷安成王主簿。時平原劉孝標亦爲府佐，並以強學爲王所禮接。遷晉安功曹史。歷爲永康、錢唐、武康令，治縣並無異績，多被劾。久之，除安成王中記室，當出隨府，皇太子以舊恩，特降餞宴，賜詩曰：「孫生陟陽道，吳子朝歌縣。未若樊林舉，置酒臨華殿。」時輩榮之。遷安西武陵王諮議參軍。除尚書左丞，坐推糾不直免。
4. ↑  《南史·卷三十五·列傳第二十五》：初為安西法曹行參軍，泳時貴顯，吏部尚書徐勉擬泳子晏嬰為宮僚。泳泣曰：「兄子幼孤，人才粗可，願以晏嬰所忝回用之。」勉許焉。轉仲容為太子舍人，遷安成王主簿。時平原劉峻亦為府佐，並以強學為王所禮接。後為永康、錢唐、武康令，並無績，多被推劾。久之，除安成王中記室。當出隨府，皇太子以舊恩降餞，賜詩曰：「孫生陟陽道，吳子朝歌縣，未若樊林舉，置酒臨華殿。」時輩榮之。後為尚書左丞，坐推糾不直免官。
5. ↑  《梁書·卷五十·列傳第四十四》：仲容博學，少有盛名，頗任氣使酒，好危言高論，士友以此少之。唯與王籍、謝幾卿情好相得，二人時亦不調，遂相追隨，誕縱酣飲，不復持檢操。久之，復爲諮議參軍，出爲黟縣令。及太清亂，客遊會稽，遇疾卒，時年七十四。仲容抄諸子書三十卷，衆家地理書二十卷，《列女傳》三卷，文集二十卷，並行於世。
6. ↑  《南史·卷三十五·列傳第二十五》：仲容博學，少有盛名，頗任氣使酒，好危言高論，士友以此少之。唯與王籍、謝幾卿情好相得，二人時亦不調，遂相追隨，誕縱酣飲，不持檢操。遇太清亂，遊會稽卒。仲容抄子書三十卷，諸集三十卷，眾家地理書二十卷，列女傳三卷，文集二十卷，並行於代。

## 延伸阅读
[在维基数据编辑]
 《梁書·卷50》，出自姚思廉《梁書》